# Great Blakenham
Great Blakenham est un village et une paroisse civile du Suffolk, en Angleterre.